# 井店站
井店站是位于中华人民共和国河北省邯郸市涉县井店镇的一个铁路车站，建于1947年，有邯长铁路经过该站，现办理客货运业务，车站及其上下行区间均已电气化。车站距离邯郸站104公里，隶属中国铁路北京局集团邯郸车务段，是四等站。
本站设有国能河北龙山发电有限责任公司专用线。